# Iquiracetima aspasia
Iquiracetima aspasia là một loài bọ cánh cứng trong họ Cerambycidae.